# Attack Attack! (álbum)
| Críticas profissionais                                 | Críticas profissionais |
| Avaliações da crítica                                  | Avaliações da crítica  |
| Fonte                                                  | Avaliação              |
| ------------------------------------------------------ | ---------------------- |
| Allmusic                                               | [ 2 ]                  |
| AbsolutePunk                                           | (25%)                  |
| Rock Sound                                             | [ 4 ]                  |
| Alternative Press                                      | [ 5 ]                  |
| Kerrang!                                               | 1 de 5 estrelas.       |
| Aaron Joy's Roman Midnight Music CD & DVD Reviews Blog | (Neutro)               |
| sputnikmusic                                           | [ 7 ]                  |

Attack Attack! o segundo álbum de estúdio da banda americana de metalcore Attack Attack!. Ele foi lançado em 8 de junho de 2010 pela Rise Records. Foi produzido por Joey Sturgis. O álbum foi inicialmente intitulado Shazam, mas devido a questões de direitos autorais, foi auto-intitulado. É o último álbum que inclui o vocalista e ex-guitarrista Johnny Franck.
Ele chegou ao número #26 na Billboard 200, assim como no topo da Independent Albums e atingindo dentro das paradas Alternative, Rock, e Digital Albums. Ele recebeu comentários misturados e negativos de críticos de música, com grandes elogios gerados em torno das faixas mais pesadas do álbum e a negatividade voltada para o electronicore e música de electropop. Seu primeiro single, "Smokahontas", foi lançado em 11 de janeiro de 2011.
A reedição de luxo do álbum foi lançada em 19 de julho de 2011 pela Rise Records, que incluiu quatro faixas bônus, dois remixes, e duas faixas acústicas. Ele foi anunciado pela primeira vez quando a banda estreou a faixa bônus e o primeiro single, "Last Breath", em 7 de junho, que foi lançado para download digital em 23 de junho.

## Gravação
Em 25 de novembro de 2009, o guitarrista Andrew Whiting anunciou informações sobre um próximo álbum. A banda começou a tocar quatro faixas confirmadas durante a turnê:. "Sexual Man Chocolate", "Renob, Nevada", "A for Andrew", e "AC-130". O álbum foi inicialmente intitulado Shazam, mas devido a questões de direitos autorais, foi auto-intitulado.

## Lançamento
O álbum foi lançado em 8 de junho de 2010 pela Rise Records, depois de inicialmente o planejamento para ser lançado em 25 de maio. Ele chegou ao número #26 na Billboard 200, vendendo mais de 15.000 cópias em sua primeira semana. Ele também liderou a parada Billboard Independent Albums, e atingindo em números 5, 6, e 14 nas paradas Alternative, Rock, e Digital Albums. Seu primeiro single, "Smokahontas", foi lançado em 11 de janeiro de 2011. Um videoclipe para a música foi carregado para o YouTube no canal da Rise Records em 21 de janeiro de 2011, e já acumulou mais de 5 milhões de visualizações até hoje.
A reedição de luxo do álbum foi lançado em 19 de julho de 2011 pela Rise Records, e apresenta quatro faixas bônus, dois remixes, e duas faixas acústicas. Foi anunciado pela primeira vez quando a banda estreou a música, "Last Breath", no canal da Rise Records no youtube em 7 de junho de 2011. Ele foi lançado para download digital em 27 de junho.
A promoção para o álbum começou antes e durante a Warped Tour de 2010, enquanto a promoção para a edição de luxo começou durante a Warped Tour 2011.

## Faixas
| N.º | Título | Duração |  |

| Edição de luxo (re-lançamento) |                                               |         |  |
| N.º                            | Título                                        | Duração |  |
| 1.                             | "Last Breath"                                 | 3:43    |  |
| 2.                             | "Pick a Side"                                 | 2:41    |  |
| 3.                             | "Criminal"                                    | 3:20    |  |
| 4.                             | "All Alone"                                   | 4:01    |  |
| 5.                             | "Sexual Man Chocolate"                        | 3:17    |  |
| 6.                             | "Renob, Nevada"                               | 3:13    |  |
| 7.                             | "I Swear I'll Change"                         | 3:40    |  |
| 8.                             | "Shut Your Mouth" (Com McSwagger)             | 2:43    |  |
| 9.                             | "A for Andrew"                                | 3:22    |  |
| 10.                            | "Smokahontas"                                 | 3:56    |  |
| 11.                            | "AC-130"                                      | 1:47    |  |
| 12.                            | "Fumbles O'Brian"                             | 2:57    |  |
| 13.                            | "Turbo Swag"                                  | 3:33    |  |
| 14.                            | "Lonely" (Com Jason Cameron do Bury Tomorrow) | 5:40    |  |
| 15.                            | "Sexual Man Chocolate Remix"                  | 2:53    |  |
| 16.                            | "AC-130 Remix"                                | 2:44    |  |
| 17.                            | "I Swear I'll Change" (Acústica)              | 3:08    |  |
| 18.                            | "Turbo Swag" (Acústica)                       | 3:06    |  |
| Duração total:                 | Duração total:                                | 59:51   |  |

## Paradas
| Parada (2010)                | Posição maxíma |
| ---------------------------- | -------------- |
| Billboard 200                | 26             |
| Billboard Rock Albums        | 6              |
| Billboard Alternative Albums | 5              |
| Billboard Digital Albums     | 17             |

## Créditos
Attack Attack!
- Caleb Shomo – vocal, programação, teclados, sintetizadores, guitarras adicionais, vocal limpo (nas faixas 1-4 e 17-18), guitarra acústica (nas faixas 17-18 do relançamento)
- Andrew Whiting - guitarra principal, guitarra base (1-4 do relançamento)
- Johnny Franck – guitarra base, vocais limpos (nas faixas 5-14)
- John Holgado – baixo
- Andrew Wetzel – bateria

Produção
- Joey Sturgis - produção, engenharia, masterização, mixagem
- Eric Rushing - administração
- Dave Shapiro - reservas
- Caleb Shomo - produção
- Doug Cunningham - trabalho artístico

Produção da edição de luxo
- John Feldmann - produção, engenharia, masterização, mixagem, co-escrita nas faixas "Last Breath" e "Criminal"
- Caleb Shomo - produção, engenharia, masterização, mixagem nas faixas "Pick a Side" e "All Alone"
- Glenn Thomas - design
- Steven Taylor - fotografia